# Crombeen
De Crombeen was een Zuid-Nederlandse adellijke familie uit Aalst.

## Geschiedenis
- In 1720 werd Ignace-Nicolas Crombeen in de adel verheven door keizer Karel VI. Dit gebeurde op onregelmatige wijze door de keizerlijke kanselarij.
- In 1736 werd de erfelijke adel voor dezelfde bevestigd door de kanselarij van de Oostenrijkse Nederlanden. Ignace Crombeen, heer van Terbeke, was ondertussen kinderloos overleden.
- Een familielid was Jacques Jean-Népomucène Crombeen, heer van Ter Beke en van Steenbeke, getrouwd met Barbe Terlinden, ouders van de hierna vermelden.

## Romain de Crombeen
- Romain Marie Ange Ignace de Crombeen (Aalst, 20 oktober 1800 - 23 april 1836), kapitein van de Schutterij, trouwde in 1823 met Isabelle Boone (1803-1875), dochter van Jacques Boone, gemeenteraadslid en industrieel. Hij werd in 1824, onder het Verenigd Koninkrijk der Nederlanden, erkend in de erfelijke adel.
  - Léonce de Crombeen (1826-1874) trouwde in 1852 met Eulalie van der Noot de Vrechem (1827-1909), dochter van Frederic van der Noot, burgemeester van Aalst. Ze hadden een enige dochter.

## Gustave de Crombeen
- Gustave Réné Marie Ghislain de Crombeen (Aalst, 7 oktober 1804 - 19 juli 1839) werd in 1824 eveneens in de erfelijke adel erkend. Hij trouwde in 1829 met Hortense de Gheest (1811-1904). Ze kregen vier kinderen.
  - Raymond de Crombeen (1833-1912) trouwde in 1862 met Léontine Playoult (1840-1890). Ze hadden twee zoons die ongehuwd bleven, en bij de dood van de tweede in 1942 doofde de familie uit.

## Marie-Livine de Crombeen
Marie Livine Jeanne de Crombeen (Brussel, 20 december 1806 - Aalst, 21 januari 1830) werd in 1824, samen met haar broers, in de adel erkend. Ze trouwde in 1827 met Josse Boone (1801-1882), zoon van Jacques Boone (hierboven).